# La Négociatrice
 (juillet 2017).
Si vous disposez d'ouvrages ou d'articles de référence ou si vous connaissez des sites web de qualité traitant du thème abordé ici, merci de compléter l'article en donnant les références utiles à sa vérifiabilité et en les liant à la section « Notes et références ».
Pour plus de détails, voir Fiche technique et Distribution.
La Négociatrice (Crisis Point) est un téléfilm canadien réalisé par Adrian Wills, diffusé en 2012.

## Fiche technique
- Titre original : Crisis Point
- Réalisation : Adrian Wills
- Scénario : J.B. White
- Producteurs exécutifs : Jean Bureau et Stephen Greenberg
- Produit par : Incendo Productions
- Décors : André Chamberland
- Costumes : Anie Fisette
- Casting : Vera Miller et Nadia Rona
- Musique : Claude Milot et Mathieu Vanasse
- Pays d'origine :  Canada
- Langue originale : anglais
- Format : couleur
- Genre : suspense
- Durée : 87 minutes (1 h 27)

## Distribution
- Rhona Mitra (VF : Marie Zidi) : Dr. Cameron Grainger
- Erika Rosenbaum (VF : Marie Diot) : Darcy Grainger
- Marc Menard (VF : Frédéric Popovic) : Liam McNeil
- Richard Jutras (VF : Fabien Jacquelin) : Winson
- Elias Toufexis (VF : Jérémy Prévost) : Scott Sanders
- Denise Fergusson (VF : Marie-Martine) : Mrs. Crane
- Jordan Hayes (VF : Audrey Sablé) : Tanya
- Zack Peladeau (VF : Romain Redler) : Erik Sanders
- Nick Walker (VF : Gilduin Tissier) : J. Jackson
- Matthew Kabwe : Chester
- Liz MacRae (VF : Guylène Ouvrard) : Mary Sanders
- Erin Agostino (VF : Véronique Picciotto) : Hannah Marshall
- Jamie Elman (VF : Jean-Marco Montalto) : Adam Wills

 Source et légende : version française (VF) sur RS Doublage et selon le carton de doublage télévisuel.